# Quiz show (roman)
Quiz show est un roman de l'écrivain sud-coréen Kim Young-ha publié en 2007. Il s'agit du septième roman de l'auteur et de son sixième traduit en français.

## Résumé
Min-su est un jeune homme orphelin qui a été élevé par sa grand-mère, Dame Choe. Lorsqu'il est entré à l'école, Min-su avait remarqué la différence entre celle qu'il appelait « maman » et les autres mères. Il lui avait donc demandé où était sa vraie maman. Dame Choe l'avait emmené au zoo pour lui parler, et lui avait dit que sa mère était réincarnée en pigeon, ce qui avait valu au garçon une phobie de ces oiseaux. C'est ce qu'on apprend d'une discussion entre Min-su et son amie Ji-won. 
Dame Choe vient de perdre la vie alors que Min-su, jeune homme d'une vingtaine d'années sort à peine de ses études et n'a jamais travaillé. Elle avait été actrice dans sa jeunesse, mais n'était pas très connue. Grâce à son ami, Jeong-hwan, qui travaille aux Archives nationales de Corée, Min-su retrouve le film où Choe In-suk, le véritable nom de sa grand-mère, a joué. Celle-ci incarnait un lieutenant de l'armée nord-coréenne chargée d'interroger un colonel américain fait prisonnier. Ce-dernier est sauvé in extremis par Hoe Jang-gang. Mais Min-su ne visualise pas le film jusqu'à la fin. De retour chez lui, il tombe sur Bitna, son ex-petite-amie qu'il a largué au téléphone. Après lui avoir réclamé les clés de la maison, une dispute s'ensuit, conduisant à leur rupture définitive. 
Pendant des semaines après les obsèques, il ne fait que traîner. Il découvre sur Internet un site de quiz, l'« Espace Quiz ». Sur ce site, il est séduit par les interventions d'une certaine « Fée dans le mur ». Bientôt, il reçoit les visites de nombreux banquiers et autres créanciers de sa défunte grand-mère, tous venus lui réclamer ses dettes héritées. Un jour arrive celui dont il se souvient sous le nom de « Papy-pain-fraise », et de son assistant, l'austère Monsieur Kim. Il est littéralement réveillé par les deux hommes qui sont entrés dans la maison durant son sommeil. Finalement, devant la pression des créanciers, il vend la maison où il a grandi à « Papy-pain-fraise », paie ses dettes et part vivre dans le dortoir Gitbal, dans une chambre sans fenêtre, juste assez grande pour se retourner. 
Un jour, Bitna lui téléphone pour lui demander la permission de coucher avec Jeong-hwan, qui est un véritable tombeur, mais également un vieil ami à Min-su. Il lui dit de ne pas franchir le pas et de le retrouver dans une cafétéria, non loin du dortoir. S'ensuit une nouvelle dispute à cause de la tentative de manipulation de Bitna. Un soir, Min-su retrouve Fée dans le mur sur l'Espace Quiz. Celle-ci entame une discussion privée avec lui. 
Pour vivre, Min-su travaille la nuit dans une supérette. Un couple d'arnaqueurs lui fait donner 40 000 wons de la caisse, ce qui rend son patron furieux. Il décide de démissionner. Le lendemain, sa voisine, Su-hee à moitié écroulée par terre, lui demande son aide. Elle a besoin d'un médicament pour la digestion, mais est incapable de se déplacer jusqu'à la pharmacie. Peu de temps après, il se laisse convaincre par une restauratrice de participer à un quiz show télévisé. Hélas, il se fait éliminer dès le premier tour. Restant spectateur jusqu'à la fin, il espère y rencontrer Fée dans le mur. Pensant que c'est elle, il s'approche de la finaliste et l'apostrophe. Mais il s'était trompé. Après la diffusion de l'émission, il reçoit de nombreux coups de téléphone, mais son dernier appel provient de Fée dans le mur, Seo Ji-won de son vrai nom. Ils se donnent rendez-vous le lendemain dans un parc. 
Leur rencontre est idyllique, même si la conversation met un moment à démarrer. Autour d'un bon repas et de quelques verres de soju, ils passent un moment merveilleux, après que Ji-won a éteint leurs deux portables pour « ne plus exister ». De retour au dortoir, Min-su a du mal à trouver le sommeil, attendant l'appel de son aimée. Mais, en vingt-quatre heures, il ne reçoit que l'appel d'un certain Lee Chun-seong, qu'il avait rencontré lors de l'enregistrement de l'émission. Ils conviennent d'un rendez-vous. Presque désespéré de n'avoir aucune nouvelle de Ji-won, Min-su part à la recherche des coordonnées de Ji-won, qu'il espère trouver sur l'Espace Quiz. En consultant sa boîte mail, il découvre un message de la jeune fille dont il ne sait s'il s'agit d'une mesure de protection polie ou une invitation à aller plus loin dans leur relation. Bref, il rédige la réponse « pleine de sagesse et de joie » qu'elle attend. Après avoir renoncé à ce genre de lettre, il en écrit une nouvelle, plus « fleur bleue », sur laquelle il travaille pendant deux heures avant de la corriger puis de l'envoyer. 
Il reçoit quelques instants plus tard un appel de Ji-won qui l'invite à la retrouver le samedi suivant. À court d'argent, il emprunte 10 000 wons à Su-hee, sa voisine. Il retrouve donc à l'aquarium Fée dans le mur qui doit repartir précipitamment pour le travail. Le lendemain, après avoir beaucoup bu, il se réveille dans la maison qu'il a revendue à Papy-pain-fraise. Celui-ci, se méfiant de son entourage avide de son argent, lui offre de devenir son majordome, mais Min-su refuse. De retour au dortoir, il rencontre sa voisine qui lui prête à nouveau de l'argent, mais également son propriétaire qui lui réclame le loyer. À court de revenus, il se rend à son rendez-vous avec Lee Chun-seong qui lui propose dix millions de won pour participer à des quiz, mais il refuse, soupçonnant une entourloupe. Plus tard, Ji-won lui propose de venir manger chez elle. De la chambre de la jeune fille, il accède à une bibliothèque de rêve. Ils passent la nuit ensemble, faisant l'amour tendrement. 
Mais, le matin, au risque de se faire surprendre par la femme de ménage, il est contraint de partir. De retour au dortoir, il découvre que sa chambre est occupée par quelqu'un d'autre. De plus, au bureau du propriétaire, il apprend que sa voisine s'est suicidée la veille dans sa chambre. Sans logis, traînant sa valise à roulettes, il erre à travers les rues et décide de revendre son ordinateur portable pour gagner un peu d'argent et rembourser sa dette à sa voisine. Avec le faible montant qu'il obtient, il passe un moment au sauna avant de se rendre à la morgue, mais ne parvient pas à entrer dans la chambre funéraire. 
En sortant, il rencontre le petit-ami de la défunte, qui ne le reconnaît pas, et prend conscience à cet instant précis qu'il a envie de changer de vie. Il passe une nuit sur le campus de l'Université Yonsei où il se fait dévorer par les moustiques. Au petit matin, il rappelle Lee Chun-seong, puis Ji-won, mais la conversation est interrompue, faute de batterie. Acceptant la proposition de Lee Chun-seong, il est emmené par l'homme au nord de Séoul, jusqu'à un étrange bâtiment de forme cubique accroché à la montagne, appelé la Société. Il y est logé dans une chambre confortable, qu'il ne peut retrouver à travers le labyrinthe de couloir que grâce à un terminal, une tablette. Il signe un contrat à durée indéterminée avec la Société qui doit empocher 70 % de ses gains à des quiz show. 
Le lendemain il est présenté à l'Amiral, le chef de son équipe, ainsi qu'aux autres membres de Martini, Méduse, Tango et Yuri. Puis, le surlendemain commence son entraînement, qui débute chaque jour à six heures par une séance de méditation, puis des sparrings, des entraînements aux quiz contre les autres membres de son groupe. Les jours se succèdent et se ressemblent. Il accumule les défaites contre les anciens. Une dizaine de jours après son arrivée, Yuri lui confie qu'ils sont en fait dans une réalité virtuelle. Leurs esprits sont en fait dans un vaisseau spatial en orbite héliocentrique entre Mars et la Terre. Et que leurs corps physiques sont en fait restés à Paju. 
Presque convaincu, il demande à Amiral confirmation, mais celui-ci lui dit que ce ne sont que des affabulations. Un dimanche, trois ou quatre semaines après son arrivée, tous partent en minibus pour participer à un quiz où se rencontrent des équipes venues de toutes parts. Min-su participe en tant que Longman à un duel de type « Jangpangyo », où chaque candidat d'une équipe en affronte un autre seul à seul. Il parvient à éliminer le premier candidat de l'équipe « Guerre et Paix », mais pas le deuxième. Finalement, son équipe parvient à gagner, et il empoche une coquette somme. D'autres matchs, dont beaucoup de défaites, notamment au cours d'une épreuve de type « out », où à chaque mauvaise réponse de l'équipe, celle-ci doit éliminer un de ses membres. Évidemment, cela fait resurgir les tensions sous-jacentes du groupe, menant à une violente dispute. Le soir même, Méduse l'attend devant sa chambre, des bières à la main. 
Il se confie à elle, lui parlant même de Ji-won. Le lendemain, un verdier reste coincé dans sa chambre et s'assomme même. Ce qui engendre une série de nuits mouvementées, parsemées d'insomnies et de cauchemars chez Min-su. Ceux-ci se poursuivent jusqu'aux tournois en individuel, où il se débrouille relativement bien. Jusqu'au jour où Méduse lui rend visite en pleine nuit, pour coucher avec lui. Le lendemain, elle devient introuvable, et les autres membres de l'équipe ne lui accordent plus aucune attention. Finalement, il se réveille en sursaut lorsque Yuri tente de l'égorger pendant son sommeil. Il prend la fuite à travers la forêt, et parvient à semer son poursuivant, malgré quelques blessures. Rencontrant des militaires en train de monter une antenne, il apprend qu'il n'est pas près de Paju, mais de Hweonggye, dans la province de Gangwon, dans le district de Pyeongchang. 
Du poste de police du village, il appelle Ji-won qui vient le chercher, malgré ses trois mois d'absence silencieuse. Il lui raconte toute son histoire autour d'un bon repas. De retour à Séoul, Papy-pain-fraise, maintenant attaqué par la maladie d'Alzheimer a oublié son offre d'emploi. Mais, le patron de la boutique de livre d'occasion à qui il a revendu toute sa bibliothèque lui propose une place, et même de quoi le loger dans le fond du magasin.